# Oliver Tambo

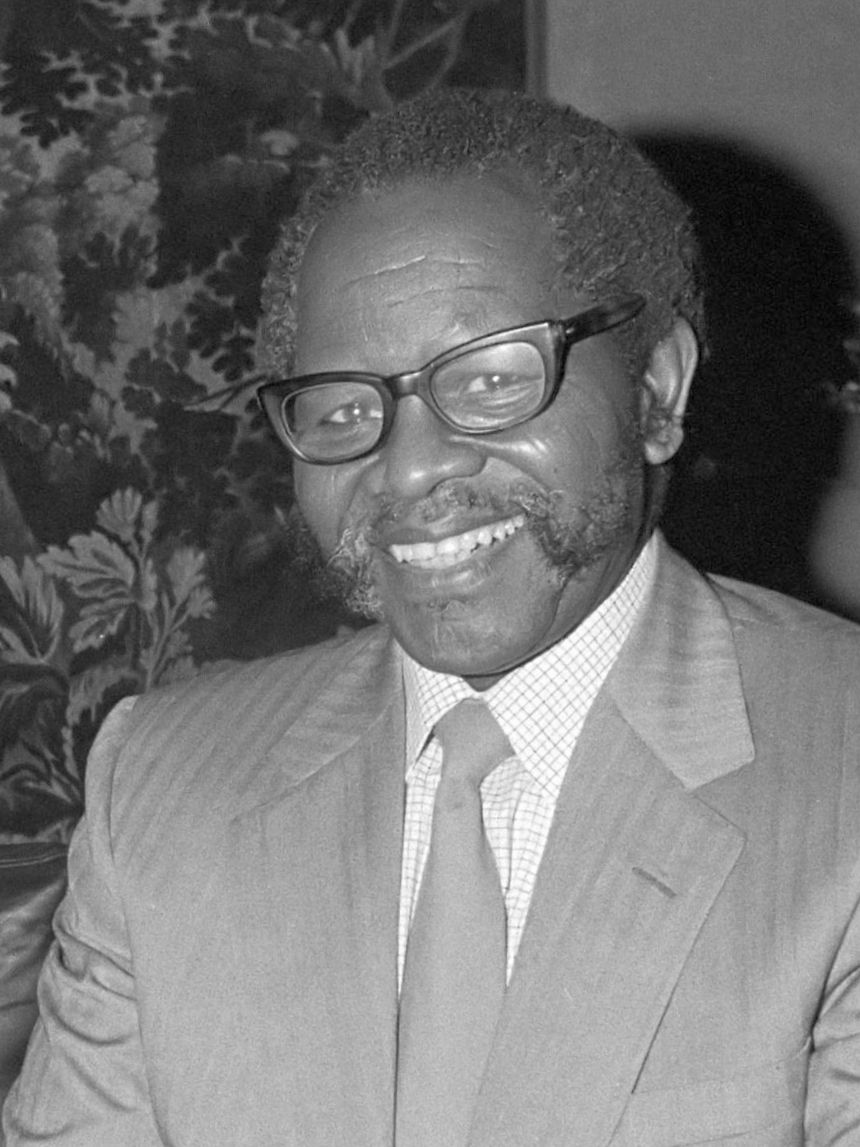
Oliver Tambo (1981)

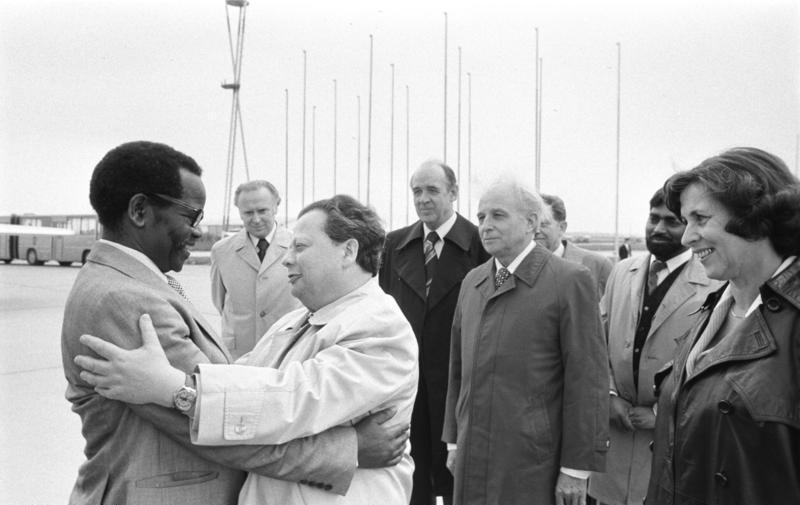
Oliver Tambo besucht mit einer ANC-Delegation die DDR, 1978

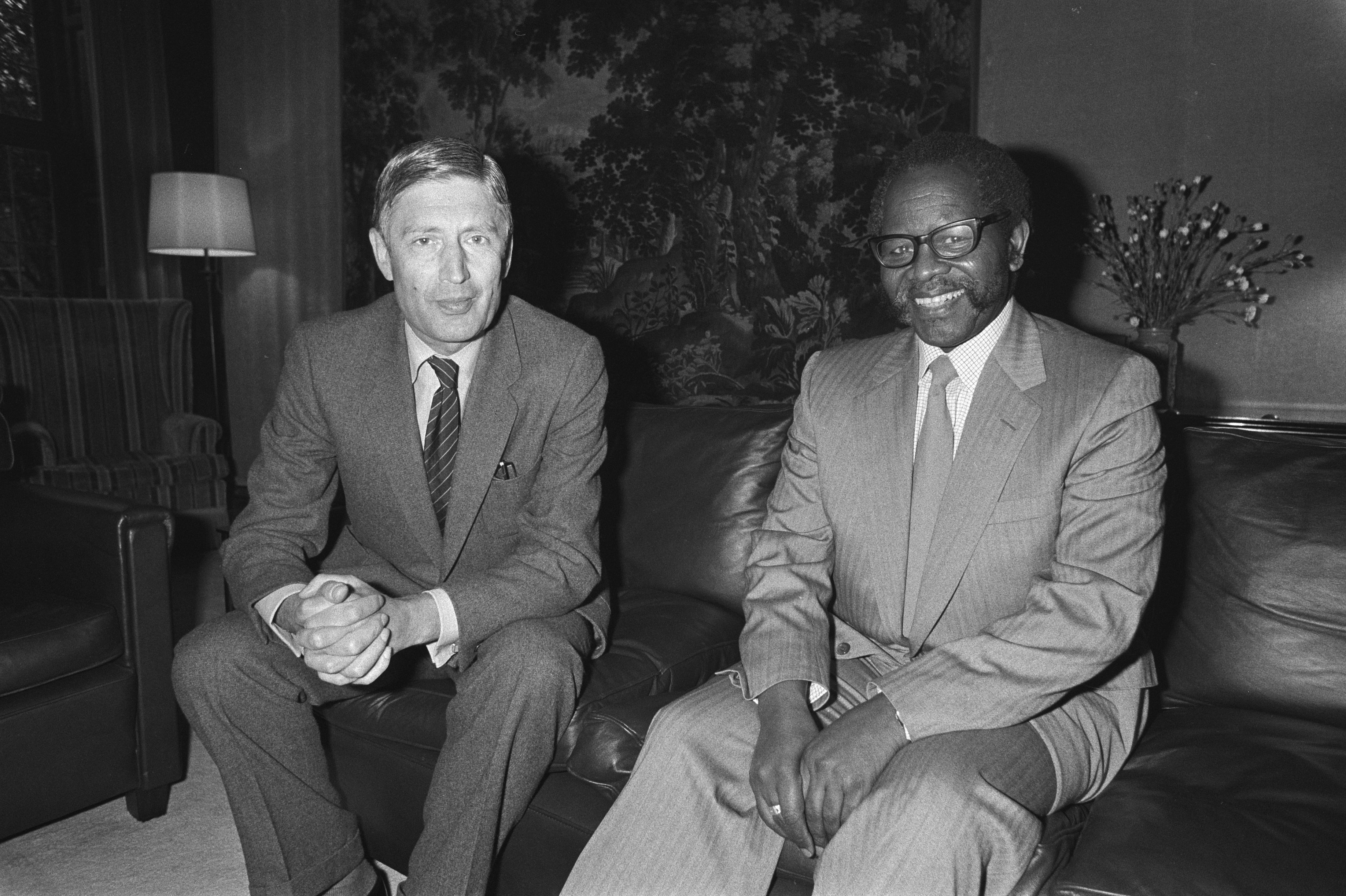
Oliver Tambo zusammen mit dem niederländischen Premierminister Dries van Agt, 1981

Oliver Reginald Kaizana Tambo (* 27. Oktober 1917 in Nkantolo, Mpondoland; † 24. April 1993 in Johannesburg) war ein südafrikanischer Anti-Apartheids-Politiker und eine zentrale Person des African National Congress (ANC).

## Leben und Wirken
Als Kind besuchte Oliver Tambo die regionale Ludeke Methodist School in seiner Heimatregion. Später wechselte er an die anglikanische Holy Cross Mission School in Flagstaff. Als Internatsschüler setzte Tambo seine Schulausbildung in der St Peter’s Secondary School in Johannesburg fort, wo er 1938 mit first class sein Matric bestand.
Nach seiner Schulzeit schrieb Tambo sich zum Studium am University College Fort Hare ein. Dafür erhielt er von der Transkeian Bunga ein Stipendium und erwarb 1941 ein Bachelor of Sciences. Danach schrieb er sich für ein Studiengang in Pädagogik ein, konnte diesen jedoch nicht abschließen. 1942 wurden Oliver Tambo und Nelson Mandela wegen ihrer Beteiligung an einem Studenten-Streik gegen die Einführung eines obligatorischen Gottesdienstes an dieser Einrichtung vom Gelände des University College Fort Hare verwiesen. Trotzdem galt Oliver Tambo als ein strenggläubiger Christ. 1942 kehrte er als Lehrer für Naturwissenschaften und Mathematik zu seiner ehemaligen High School, St Peter’s, nach Johannesburg zurück, wo er bis 1947 unterrichtete. Dort hatte er wesentlichen Einfluss auf die Ausprägung des politischen Denkens unter den Schülern. Zu diesem Kreis zählten damals Duma Nokwe, Joe Molefi und Joe Matthews.
Oliver Tambo war 1944, zusammen mit Nelson Mandela und Walter Sisulu, eines der Gründungsmitglieder der ANC Youth League und deren erster Sekretär. Die Youth League schlug einen Wechsel der Taktiken in der Anti-Apartheidsbewegung vor. Der ANC hatte zuvor versucht, sein Anliegen mit Aktionen wie Petitionen oder Demonstrationen vorzubringen. Die ANC Youth League fand, dass diese Aktionen nicht genügten, um an ihre Ziele zu gelangen, und schlug ihr eigenes Aktionsprogramm vor. Dieses Programm befürwortete Taktiken wie Boykotte, zivilen Ungehorsam, Streiks und Verweigerung von Kollaboration. 1949 wurde Oliver Tambo in den Vorstand (National Executive Committee) des ANC gewählt. Im Dezember 1952 gründete er mit Mandela in Johannesburg die erste von Schwarzen geführte Anwaltskanzlei Südafrikas.
Zwischen 1955 und 1958 diente Oliver Tambo als Generalsekretär des ANC. Nachdem Walter Sisulu von der südafrikanischen Regierung unter Hausarrest gestellt worden war, wählte man ihn zu Stellvertretenden President-General des ANC, eine Position, die aufgrund der isolierten Lage von Albert Luthuli durch die Wirkung der Apartheidsgesetze geschaffen wurde. Im Jahre 1956 schlug ihn der Johannesburger Bischof Ambrose Reeves als Kandidat für die Ordination in der Anglikanischen Kirche vor. Dieser Weg unterblieb jedoch, da er schon im Dezember in politische Haft geriet. Er wurde im Treason Trial mit weiteren 155 Angeklagten des Landesverrats bezichtigt, jedoch wieder freigelassen. 1958 wurde er der stellvertretende Präsident des ANC, bevor auch er 1959 von der Regierung mit einer zweiten Bannungsverfügung für fünf Jahre unter das Verbot des Besuchs von Versammlungen gestellt wurde.
Als der ANC und weitere politische Organisationen 1960 für „unrechtmäßig“ erklärt worden waren, verließ Tambo von Kapstadt aus Südafrika und wandte sich zunächst und zusammen mit Ronald Segal, dem Redakteur von Africa South, nach Betschuanaland.
Im Ausland organisierte er im Auftrag des ANC eine internationale Opposition gegen die Apartheid. Dabei war er an der Bildung der South African United Front, eine Kooperation zwischen ANC, South African Indian Congress und Pan Africanist Congress, beteiligt, die 1961 den Ausschluss Südafrikas aus dem Commonwealth of Nations erreichte.
1965 hielt er sich in Tansania auf und es entstand unter seiner maßgeblichen Beteiligung in der Umgebung von Morogoro ein Ausbildungszentrum für ANC-Kämpfer. Hier war schließlich das militärische Hauptquartier seiner Organisation angesiedelt. Nach dem Tod von Albert Luthuli im Jahre 1967 übernahm Tambo die Funktion des ANC-Präsidenten.
1985 wurde er als Präsident des ANC wiedergewählt. Im gleichen Jahr war er beim offiziellen Eröffnungsakt des Solomon Mahlangu Freedom College in Tansania anwesend.
Im August 1989 suchte Tambo in London wegen eines Schwächeanfalls ein Krankenhaus auf, wo sich in der Folge eine Gehirnfehlfunktion herausstellte, die sich auf die Bewegungsfähigkeit seiner rechten Körperhälfte nachteilig auswirkte. Zur Rehabilitation reiste er im Januar 1990 nach Schweden, wo er sich in die auf solche Fälle spezialisierte Erstagårdskliniken begab. Es wurde jedoch bald deutlich, dass er in Folge der eingetretenen gesundheitlichen Einschränkungen den Belastungen im Spitzenamt des ANC nicht mehr ausreichend gewachsen war. Nach 30 Jahren im Exil betrat er am 13. Dezember 1990 wieder den Boden von Südafrika und wurde im Juli 1991 zum Vorsitzenden des ANC gewählt. Nelson Mandela übernahm als sein Stellvertreter jedoch die aktivere Rolle im ANC. Oliver Tambo starb 1993 an einem zweiten Schlaganfall.

## Familie
Oliver Tambo war seit 1956 mit der Bürgerrechtlerin und Krankenschwester Adelaide Tambo, geborene Tsukudu, verheiratet. Aus der Ehe gingen zwei Töchter (Dudulani, Dalindlela) und ein Sohn (Tambi) hervor.

## Ehrungen
- Im Jahr 1992 würdigte der ANC sein Engagement mit der Auszeichnung Isitwalandwe.
- 1999 erhielt er postum den Order of the Southern Cross in Gold.[5]
- Ein am 6. Dezember 2002 geschaffener südafrikanischer Orden, mit dem der südafrikanische Präsident Ausländer auszeichnet, die sich um das Land verdient gemacht haben, heißt Order of the Companions of O. R. Tambo.[6]
- Am 27. Oktober 2006 wurde der Flughafen Johannesburg zum Gedenken und als Würdigung von Tambos Verdiensten im Kampf gegen die Apartheid in O. R. Tambo International Airport umbenannt.
- Am 21. März 2010 wurde Oliver Tambo postum der zweithöchste Orden der Republik Namibia im Rahmen des 20-jährigen namibischen Unabhängigkeitstages verliehen. Sein Sohn nahm den Adlerorden 1. Klasse entgegen.[7]
- 2012 erhielt er postum den Order of Mapungubwe der südafrikanischen Regierung in Platin, der höchsten Stufe.